# Upton Stout
Upton Stout III (Houston, 9 gennaio 2002) è un giocatore di football americano statunitense che milita nel ruolo di cornerback per i San Francisco 49ers della National Football League (NFL).

## Carriera universitaria
Stout divenne titolare a metà della sua prima stagione alla University of North Texas nel 2020, mettendo a segno 11 tackle nella sua prima gara come partente. Chiuse l'annata con 8 presenze e 35 placcaggi. Nel 2021 disputò 4 partite con 6 tackle, dopo di che optò per cambiare istituto, decidendo di passare alla Western Kentucky University.
Stout mise a segno un intercetto ritornato in touchdown nella prima gara con Western Kentucky. Chiuse la stagione con 11 presenze come titolare, 44 tackle e 4 intercetti. Nel 2023 saltò cinque partite per infortunio, terminando con 29 placcaggi, 8 passaggi deviati e un intercetto ritornato in touchdown.  Nel 2024 fu inserito nella formazione ideale della Conference USA dopo 52 tackle, un intercetto e un sack. Fu premiato come FCS All-American sia nel 2023 che nel 2024.

## Carriera professionistica

### San Francisco 49ers
Stoud fu scelto nel corso del terzo giro (100º assoluto) del Draft NFL 2025 dai San Francisco 49ers.